# Montipora echinata
Montipora echinata là một loài san hô trong họ Acroporidae. Loài này được Veron DeVantier & Turak mô tả khoa học năm 2000.